# Inchon (film)
Inchon è un film del 1981 diretto da Terence Young.
È un film di guerra, di produzione anglo/coreana, ed interpretato da Laurence Olivier nelle vesti del generale Douglas MacArthur. Il film, mai uscito in Italia, era stato ideato come veicolo di propaganda anticinese ed anticomunista da parte dell'entourage del predicatore sudcoreano Reverendo Moon, noto in Italia per avere "sponsorizzato" le nozze del vescovo-esorcista Emmanuel Milingo con una donna coreana.

## Trama
Nel 1950 gli Stati Uniti d'America, con un contingente che operava sotto il mandato delle Nazioni Unite e che comprendeva reparti di altri Paesi occidentali, fronteggiarono l'avanzata verso sud delle truppe nordcoreane. L'invasione era avallata dal tacito assenso di Unione Sovietica e Cina. Il 25 giugno l'esercito del sud veniva sbaragliato, mentre il contingente americano copriva l'evacuazione dei suoi cittadini dal porto di Incheon, nei pressi di Seul: il generale MacArthur dovette quindi affrontare delle difficili scelte.

## Produzione
Moon gode negli Stati Uniti di un folto seguito specialmente negli ambienti della destra reazionaria (è proprietario attraverso le fondazioni della sua Chiesa dell'Unificazione anche del quotidiano The Washington Times) e sperava tramite la produzione di un kolossal cinematografico di aumentare la sua influenza. Il film, però, patì una lavorazione difficilissima caratterizzata da continui ritardi e aumenti di costo dovuti alla cattiva gestione (visto che Moon insisteva per affidare ruoli-chiave nella produzione a suoi "fedelissimi" inesperti del mondo del cinema).

## Accoglienza
Alla sua première, Moon fece distribuire biglietti-omaggio a decine di congressisti e senatori americani ma essa fu disturbata da picchetti di manifestanti che protestavano contro Moon e la sua setta e solo pochi politici ebbero il coraggio di presenziare alla proiezione correndo il rischio di essere associati al santone. Il film venne poi proiettato privatamente alla Casa Bianca dove il presidente Ronald Reagan, ex attore, disse di averlo trovato "brutale ma divertente". La pellicola venne poi presentata fuori concorso alla 35ª Mostra del Cinema di Cannes dove i produttori spesero centinaia di migliaia di dollari in un enorme battage pubblicitario che si rivelò inutile visto che nessuna casa di distribuzione si rivelò interessata a rilevarlo.

## Riconoscimenti
(Sir Laurence Olivier)
Il film si è aggiudicato ben 4 Razzie Awards nel 1982:
- per il peggior film
- per la peggior sceneggiatura
- per il peggior attore protagonista: Laurence Olivier
- per il peggior regista: Terence Young